# Čunggujŏk
Obvod Čung (korejsky 중구역 – Čunggujŏk) je jeden z městských obvodů Pchjongjangu, hlavního města Severní Korey. Nachází se v centrální části města mezi řekami Tedongem a Potchongem. Sousedící obvody jsou na severu Moranbong, na severozápadě Potchonggang a na jihu Pchjŏngčchŏn. Leží převážně na severním břehu Tedongu, ale patří do něj i dva říční ostrovy, Rŭngna a Janggak, přes který vede silniční a železniční most Janggak na jižní břeh.
Vzhledem k tomu, že obvod zahrnuje centrum města, patří do něj řada nejvýznamnějších pchjongjangských staveb, mj. Kim Ir-senovo náměstí s Velkou lidovou studovnou, mezinárodní hotel Janggakto a stadiony 1. máje a Janggakto.
Také zde leží nádraží Pchjongjang, hlavní železniční stanice v Pchjongjangu.